# ヘートヴィヒ・フォン・ヘッセン＝ローテンブルク
マリア・ヘートヴィヒ・エレオノーラ・フォン・ヘッセン＝ローテンブルク（Maria Hedwig Eleonora von Hessen-Rheinfels-Rotenburg, 1748年6月26日 ローテンブルク城 - 1801年5月27日 パリ）は、ブルボン朝末期・フランス革命期のフランス貴族女性。ブイヨン公爵夫人。ドイツ出身。フランス語名はマリー＝エドウィッジ・ド・エス＝ランフェル・ロタンブール（Marie-Hedwige de Hesse-Rheinfels-Rotenbourg）。

## 生涯
ヘッセン＝ローテンブルク方伯コンスタンティンと、その最初の妻マリア・エーファ・ゾフィア・フォン・シュターレンベルク女伯爵との間の第3子・次女。両親は共にレーヴェンシュタイン＝ヴェルトハイム＝ロシュフォール侯マクシミリアン・カールの孫で、従兄妹同士だった。初め、姉のクレメンティーナとともに、在俗者のままでエッセン修道院の聖職禄受給者となるが、在院義務（Residenz pflicht）が開始されるとこれを嫌って退任する。またトルン帝国修道院の聖職禄受給者でもあった。
1766年7月16日カルルスブール（現ベルギーリュクサンブール州ヌフシャトー行政区パリズールの一部）にて、ブイヨン公ゴドフロワの嫡男ジャック・レオポールと結婚。夫婦の間に子はなかった。ヘートヴィヒの複数の親族がフランス宮廷におり、コンデ公ルイ・ジョゼフ、ランバル公妃マリー・ルイーズ、スービーズ公爵夫人ヴィクトリアは彼女のいとこだった。また弟カール・コンスタンティンはフランス陸軍の将官となり、ジャコバン派となって大革命を支持した。
夫は大革命中の1792年12月にブイヨン公領を継承したが、すでに同国はフランス革命軍及び領内の革命派の影響下にあり、1794年にはブイヨン共和国として君主制を廃止した。したがってジャック・レオポールはラ・トゥール・ドーヴェルニュ家最後のブイヨン公だった。
大革命中、ヘートヴィヒは夫ではなく、従姉マリー・ルイーゼ（ヴィクトリアの妹）の夫ホーホストラーテン公爵の弟エマヌエル・ツー・ザルム＝ザルム侯子（1742年 - 1808年）と同棲していた。エマヌエルはフランス陸軍の将官で、1791年のフランス陸軍歩兵師団再編成に伴い解団したサルム＝サルム連隊の連隊長であった。
ヘートヴィヒは健康面が思わしくなく、実家のローテンブルク宮廷に兄カール・エマヌエル方伯を訪ねた際、脳卒中を起こして麻痺が残り、パリでの治療が必要になった。ローテンブルク方伯家の本家であるヘッセン＝カッセル方伯宮廷のパリ駐在公使が働きかけ、フランス共和国政府からヘートヴィヒの6カ月の滞在許可を取りつけた。彼女はそのままパリで亡くなり、同市内に葬られた。